# Thuwein Waziri
Ally Thuwein Waziri – tanzański piłkarz grający na pozycji napastnika. W swojej karierze grał w reprezentacji Tanzanii.

## Kariera klubowa
W swojej karierze piłkarskiej Waziri grał w klubie Simba SC.

## Kariera reprezentacyjna
W reprezentacji Tanzanii Waziri zadebiutował w 1979 roku. W tym samym roku powołano go do kadry na Puchar Narodów Afryki 1980. Na tym turnieju rozegrał trzy mecze grupowe: z Nigerią (1:3), z Egiptem (1:2), w którym strzelił gola i z Wybrzeżem Kości Słoniowej (1:1), w którym strzelił gola. W kadrze narodowej grał do 1981 roku.